# Skåle (naturreservat)
Skåle är ett naturreservat i Hallsbergs kommun i Örebro län.
Området är naturskyddat sedan 1979 och är 103 hektar stort. Reservatet ligger sydost om Tisaren omkring Skåle gård och består av hagar runt gården och barrskog med inslag av lövträd.